# Gabinet Jamesa Madisona
Gabinet Jamesa Madisona – został powołany i zaprzysiężony w 1809.

## Skład
| Departament/Funkcja | Zdjęcie | Imię i nazwisko                 | Kadencja             |
| ------------------- | ------- | ------------------------------- | -------------------- |
| Prezydent           |         | James Madison                   | 1809-1817            |
| Wiceprezydent       |         | George Clinton                  | 1809-1812            |
|                     |         | Elbridge Gerry                  | 1812-1814            |
| Sekretarz stanu     |         | Robert Smith                    | 1809-1811            |
|                     |         | James Monroe                    | 1811-1814, 1815-1817 |
| Wojna               |         | William Eustis                  | 1809-1813            |
|                     |         | John Armstrong Jr.              | 1813-1814            |
|                     |         | James Monroe                    | 1814-1815            |
| Skarb               |         | Albert Gallatin                 | 1809-1814            |
|                     |         | George W. Campbell              | 1814                 |
|                     |         | Alexander J. Dallas             | 1814-1816            |
|                     |         | William H. Crawford             | 1816-1817            |
| Sprawiedliwość      |         | Caesar Augustus Rodney          | 1809-1811            |
|                     |         | William Pinkney                 | 1811-1814            |
|                     |         | Richard Rush                    | 1814-1817            |
| Poczta              |         | Gideon Granger                  | 1809-1814            |
|                     |         | Return J. Meigs Jr.             | 1814-1817            |
| Marynarka wojenna   |         | Paul Hamilton                   | 1809-1813            |
|                     |         | William Jones                   | 1813-1814            |
|                     |         | Benjamin Williams Crowninshield | 1814-1817            |